# جعفرآباد علیا (قوچان)
جعفرآباد علیا (قوچان)، روستایی از توابع بخش مرکزی شهرستان قوچان در استان خراسان رضوی ایران است.

## جمعیت
این روستا در دهستان قوچان عتیق قرار دارد و براساس سرشماری مرکز آمار ایران در سال ۱۳۸۵، جمعیت آن ۲۳۵ نفر (۶۴خانوار) بوده‌است.